# سیارک ۱۴۲۷۴
سیارک ۱۴۲۷۴ (به انگلیسی: 14274 Landstreet، نامگذاری:2000BL21) چهارده هزار و دویست و هفتاد و چهارمین سیارک کشف شده‌است که در ۲۹ ژانویه ۲۰۰۰ کشف شد.
قدر مطلق سیارک برابر ۴۴.۶ است.